# Bentäthet
Bentäthet, benmineraldensitet eller benmassa (BMD) är ett med vanligen absorptionsfotometri eller röntgen uppskattat mått på hur mycket mineralmassa som skelettets benvävnad består av. Låg bentäthet ökar risken för frakturer. Uppskattningen av BMD är central för diagnoserna osteoporos, och osteopetros.
På cellnivå beror BMD av balansen mellan osteoblaster och osteoklaster, vilket bestäms av att de reagerar på flera fysiologiska processer, däribland endokrina systemet, immunsystemet och tillväxtfaktorer. Benmineraliseringen beror kemiskt sett också på mängden tillgängligt kalcium, fosfat och väte. Dessa samverkar i detta ändamål med bland annat vitamin D, bisköldkörtelhormon och kalcitonin.
Minskad BMD är ett för båda könen allmänt åldersfenomen, vilket ofta tillskrivs förändringar i mängden könshormoner, framför allt östrogen.